# Groß Gandern
Groß Gandern (polnisch Gądków Wielki, Aussprache: [ˈɡɔntkuv ˈvjɛlkʲi]) ist ein Dorf in der Gemeinde Sternberg (Torzym), innerhalb des Powiat Sulęciński (Zielenziger Kreis)  in der polnischen Woiwodschaft Lebus.

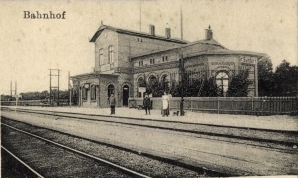
Bahnhof Groß Gandern

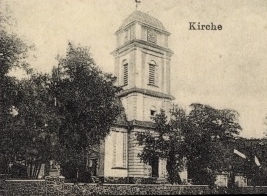
Kirche Groß Gandern

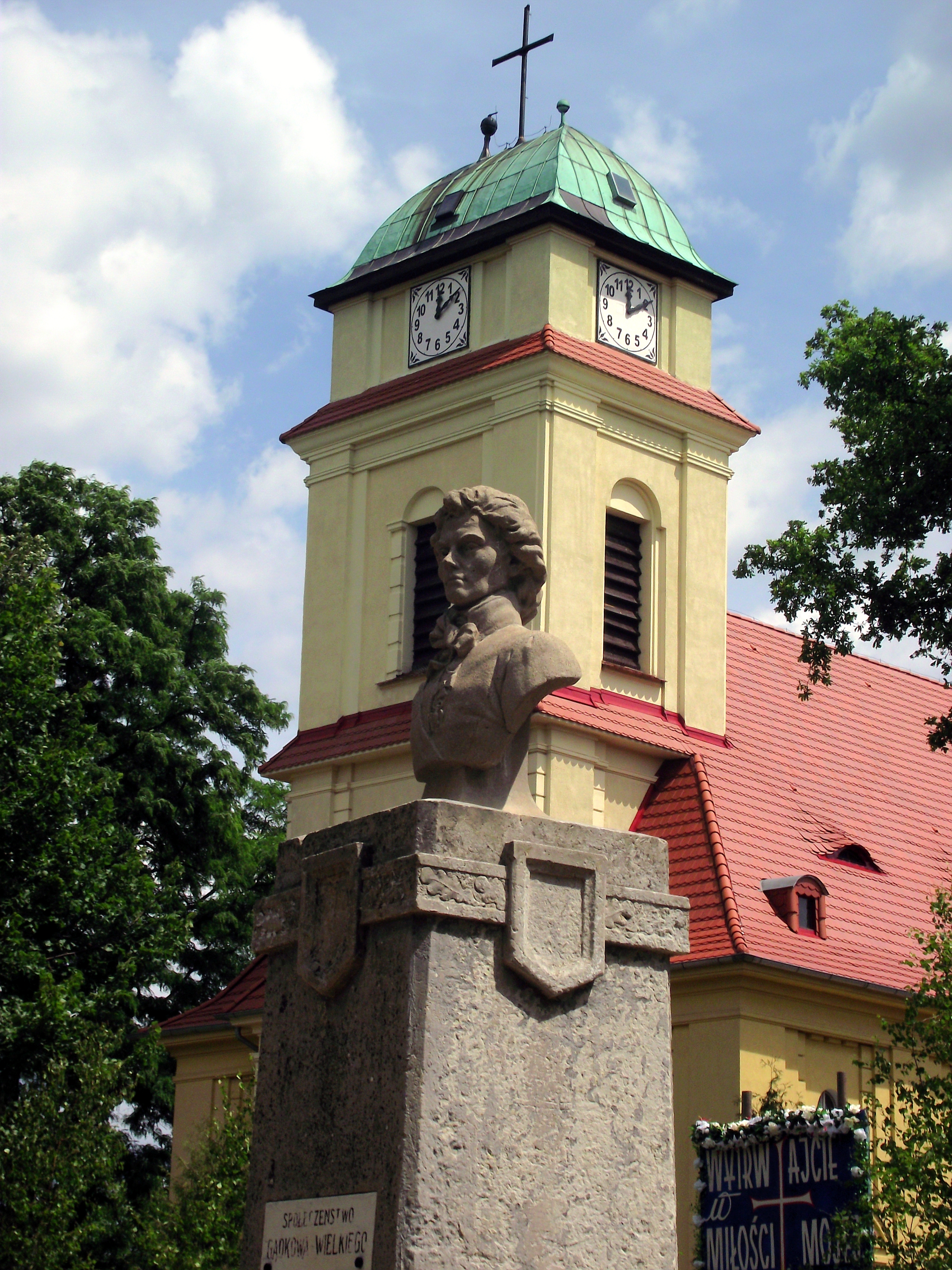
Kirche Groß Gandern heute

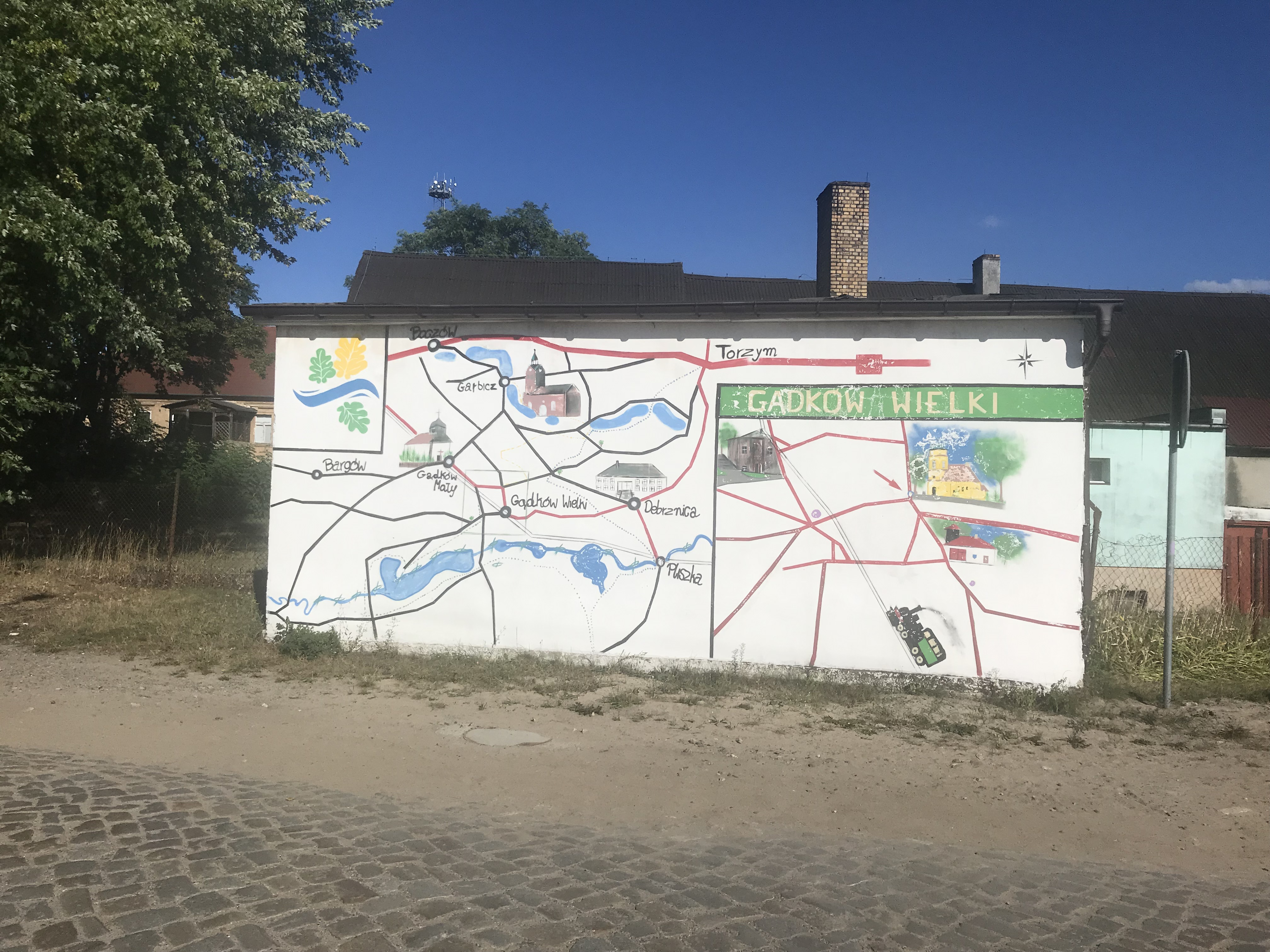
„Street Art“ in Groß Gandern

## Geographische Lage
Das Dorf liegt in der Neumark, etwa elf Kilometer südwestlich von Sternberg, 26 Kilometer südwestlich von Zielenzig, 50 Kilometer nordwestlich von Grünberg (Zielona Góra) und 58 Kilometer südlich von Landsberg an der Warthe (Zielona Góra) an der Bahnstrecke Stettin–Reppen–Breslau.

## Geschichte
Groß Gandern  war früher Eigentum des Templerordens, der hier im 13. Jahrhundert eine Pfarrei gründete. Ab 1350 gehörte ein Teil des Dorfes den Rittern des Johanniterordens, und im 15. Jahrhundert ging es in den Besitz der Familie Lossow über. 
Die Dorfkirche ist Ende des 19. Jahrhunderts abgebrannt. Im Jahr 1911 wurde der heutige Bau der (bis 1945 evangelischen) Kirche fertiggestellt. 
Im Jahr 1945 lag Groß Gandern im Landkreis Weststernberg, Regierungsbezirk Frankfurt, der preußischen Provinz Brandenburg des Deutschen Reichs.
Nach dem Ende des Zweiten Weltkrieges wurde Groß Gandern  am 2. August 1945 zusammen mit anderen Gebieten östlich der Oder-Neiße-Linie  unter polnische Verwaltung gestellt.  Es begann die Zuwanderung polnischer  Migranten, die zum Teil aus von Polen nach dem Ersten Weltkrieg eroberten  Gebieten östlich der Curzon-Linie kamen. Soweit die einheimischen Dorfbewohner nicht geflohen waren, wurden sie in der Folgezeit aus ihren Häusern und Wohnungen gedrängt und bald danach von der örtlichen polnischen Verwaltungsbehörde vertrieben.  

### Demographie
| Jahr | Einwohnerzahl | Anmerkungen |
| ---- | ------------- | ----------- |
| 1933 | 812           | [ 1 ]       |
| 1939 | 740           | [ 1 ]       |

## Tourismus
Am Fluss Pleiske gibt es eine Kajakstation. Eine weitere Kajakstation und ein kleiner Campingplatz befinden sich   südlich des Dorfs am Großen See (Jezioro Wielki) mit einer Nebenbucht namens Schinningsee (Jezioro Wielicko).  Der Badestrand an einem ehemaligen Eisenbahnerferienheim,  das zu einer Ruine verfallen ist,  wird  von Urban Explorern und Anglern aufgesucht.

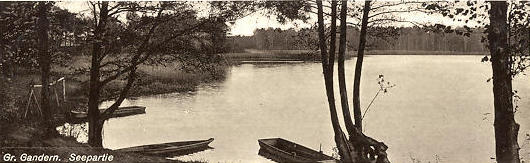
Großer See (Jezioro Wielki)

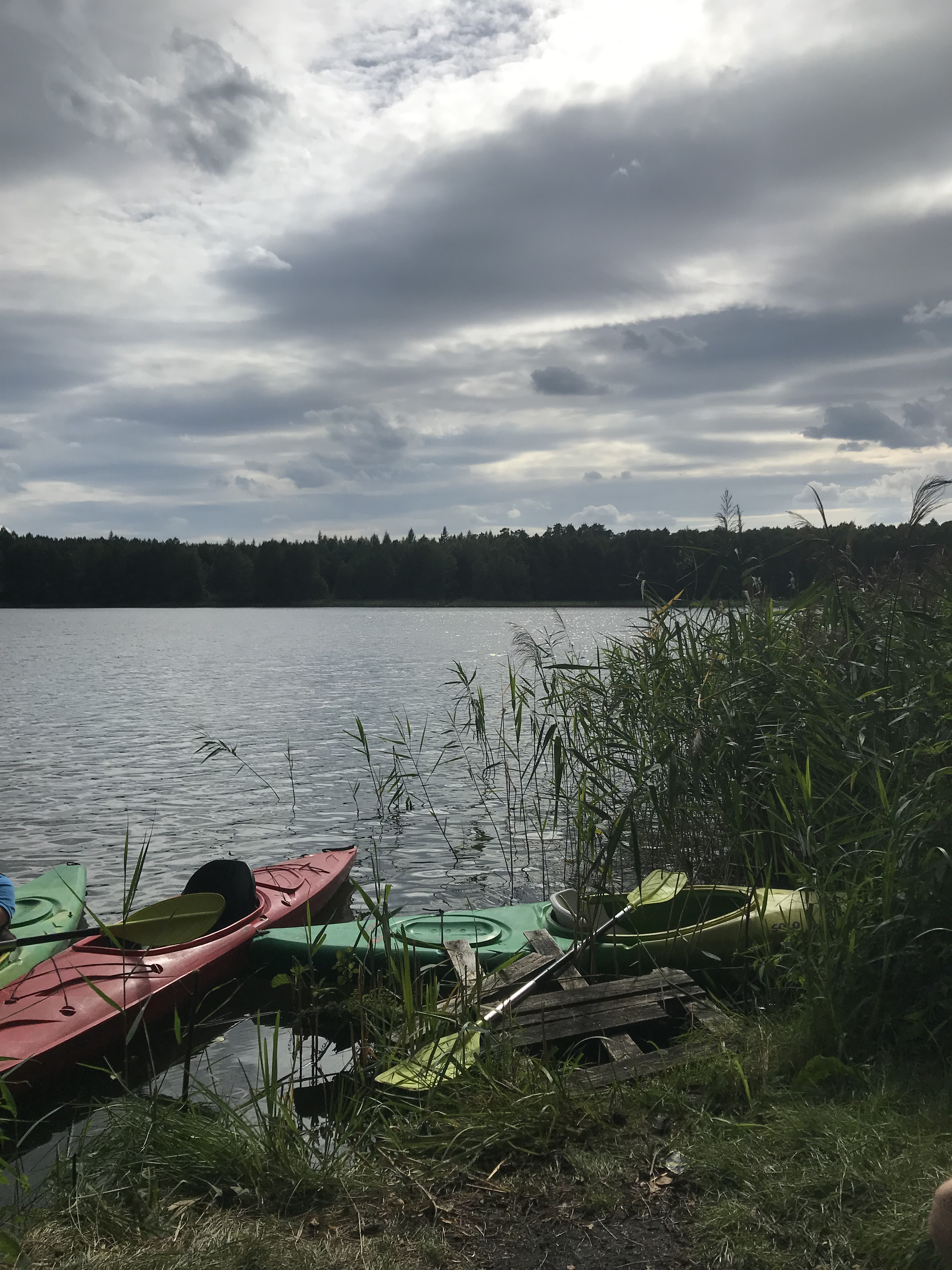
Schinningsee (Jezioro Wielicko)